# Louis Bouvier-Dumolart
Louis Bouvier-Dumolart, écrit également Dumolard est né le 16 octobre 1780 à Bouzonville et est mort le 1er avril 1855 à Paris. Il était un préfet et député .

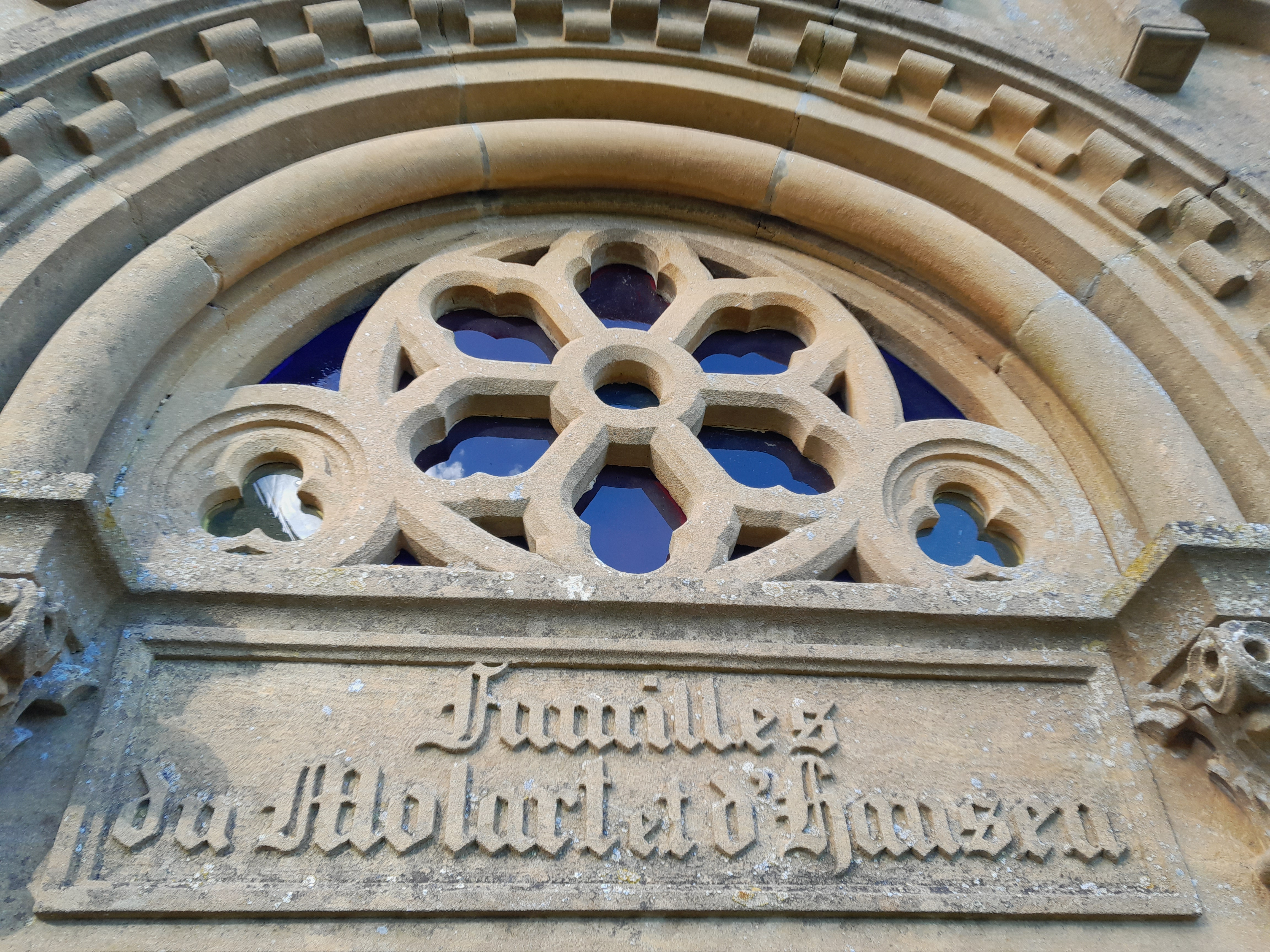
Caveau de Louis Bouvier-Dumolart à Valmunster.

## Biographie
Entré tôt dans l'administration, il est chargé des bureaux du sous-préfet de Sarrebourg en 1801. Il devient auditeur au Conseil d’État en 1805, intendant de la Carinthie en 1806, puis la même année, commissaire impérial près la république de Raguse et intendant en Saxe. Sous-préfet de Sarrebruck en 1808, il est préfet du Finistère en 1810 et de Tarn-et-Garonne en 1813.
Préfet de la Meurthe en 1815, il est député de ce département pendant les Cent-Jours. Il est en exil en Allemagne et Italie du 24 juillet 1815 au 14 octobre 1818.
Nommé préfet du Rhône en mai 1831, lors du soulèvement de la part des Canuts de Lyon (révolte des canuts), il fixe un tarif minimum pour la vente de la soie. Il reçoit ensuite les ouvriers ce qui lui vaut d'être désavoué par le gouvernement car il a enfreint la loi Le Chapelier et il est remplacé le 20 décembre 1831.
Il a écrit quelques rapports et essais politiques.

## Œuvre
- 1815 : « Plaidoyer de M. Bouvier Dumolart, ancien préfet, contre M. Alphonse de Beauchamp, prévenu de Calomnie »[2].
- 1829 : « Essai sur les moyens d'éteindre la mendicité » [3].
- 1832 : « Relation de M. Bouvier Du Molard, ex-préfet du Rhône, sur les événements de Lyon » [4].
- 1832 : « Compte-rendu des événements qui ont eu lieu dans la ville de Lyon au mois de novembre 1831. » [5].
- 1834 : « Des causes du malaise qui se fait sentir dans la société, des agitations qui la troublent, et des moyens d'y remédier. » [6].

## Sources
- Ressources relatives à la vie publique :   - base Léonore
  - Dossiers individuels de préfets
  - Base Sycomore
- Notice dans un dictionnaire ou une encyclopédie généraliste :   - Deutsche Biographie
- Notices d'autorité :   - VIAF
  - ISNI
  - BnF (données)
  - IdRef
  - LCCN
  - GND
  - WorldCat
- « Louis Bouvier-Dumolart », dans Adolphe Robert et Gaston Cougny, Dictionnaire des parlementaires français, Edgar Bourloton, 1889-1891 [détail de l’édition]
- L.G. Michaud, « Biographie des hommes vivants: ou, Histoire par ordre alphabétique de la vie publique de tous les hommes qui se sont fait remarquer par leurs actions ou leurs écrits, Volume 1 », 1816, p. 464-465[7]